# Haraktas
 (février 2020).
Les Haraktas ou Haractas sont un ensemble de tribus arabophones et berbérophones Chaouis Houaras vivant dans la wilaya d'Oum El Bouaghi, la wilaya de Souk Ahras , la wilaya de Batna, et la wilaya de Khenchela.
Durant la période ottomane, la tribu des Haraktas était la plus grande tribu makhzen du beylik de l'est algérien.

## Territoire

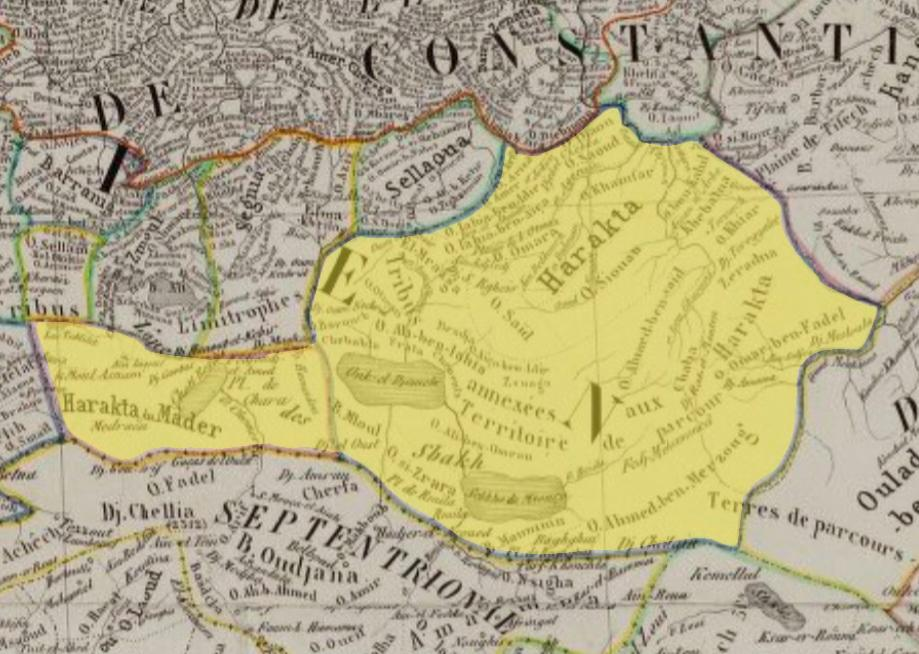
Territoire des Harakta en 1846

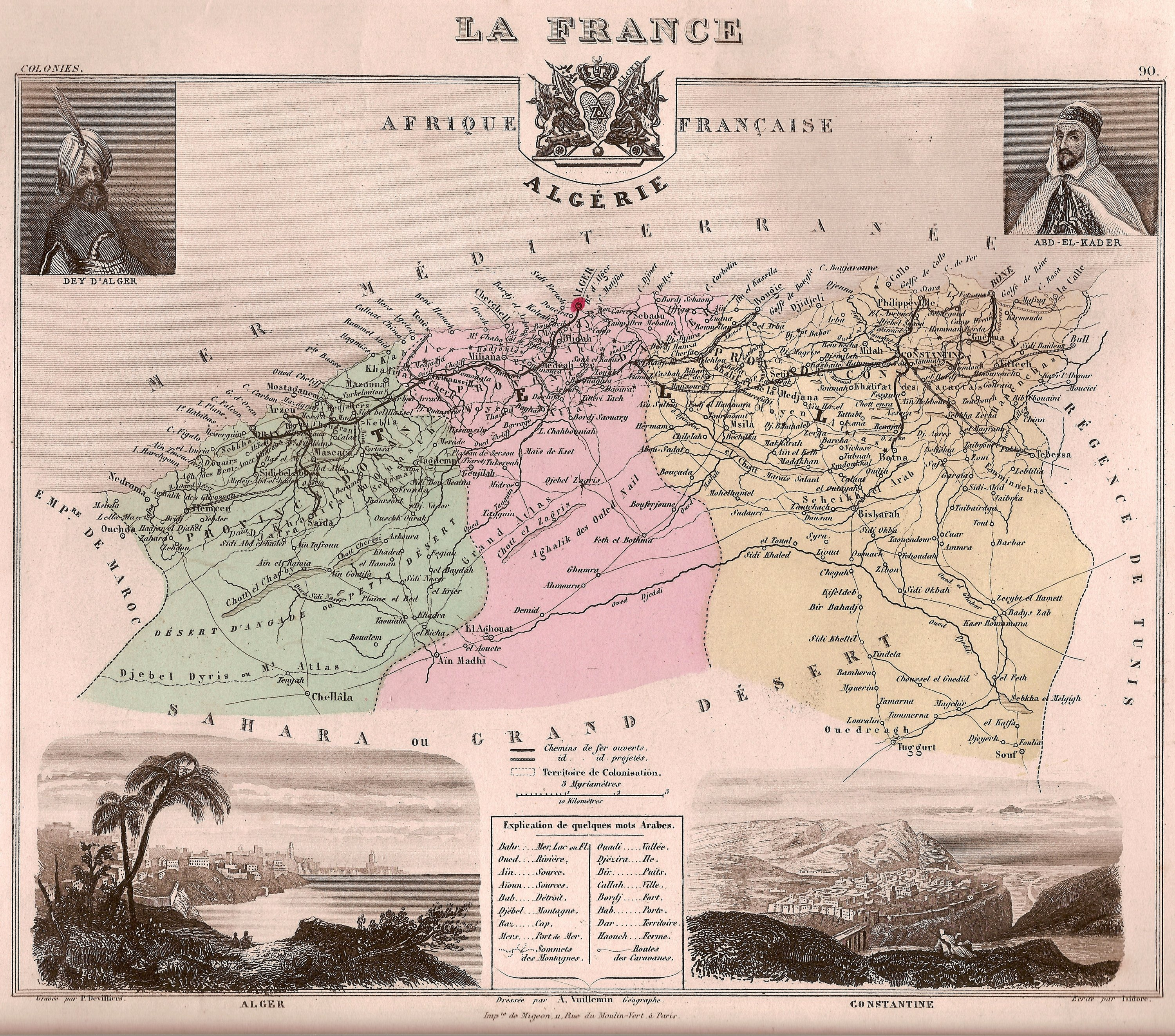
Carte de l’Algérie a l’époque de la conquête française incluant le territoire du Khalifat des Haraktas

Elle occupait un territoire de 70 x 70 km, englobant les djebels Sidi Rheris, Amama et Tafrent, ainsi que le vaste lac salé de la Garaet et Tarf. Son finage s’étendait depuis les riches versants argileux des sraouate au nord, jusqu’aux sols légers et aux parcours steppiques des sbakhouate au sud. Une telle configuration lui assurait, comme pour la plupart des tribus voisines, une large complémentarité entre différents milieux et différentes ressources : terres   céréalières, parcours d’hiver, parcours d’été.

## Histoire

### Origine et formation
La Société historique algérienne à l’époque coloniale a décrit les Haraktas comme suit : « Les deux grandes tribus les Haraktas et les Kherareb occupent le cercle d’Ain-Beida qui, en majeure partie, sont de culture berbère mêlée avec la culture arabe. Ce mélange n'a pas altéré d'une manière sensible le type national du berbère primitif."
À l’époque hafside, des arabes soleimides du nom de Chabba reçurent un fief dans le territoire de la tribu des Houaras. Au XVIe siècle, les Chabba entrèrent plusieurs fois en conflit avec leurs suzerains hafsides. À l'issue de ces conflits, des clans qui jouaient jusque-là un rôle secondaire réussirent à s’affranchir de la domination des Chabba. Parmi ces clans les Haraktas, Hanenchas, les Nememchas, les Segnias.
Les Haraktas ont été désignés par le nom du chef de la branche des arabes Soleim qui dominait leur territoire. Ces arabes Soleim se mélangèrent tellement avec les clans berbères Houaras qu'ils furent assimilés à leurs mœurs et confondus avec eux. Et les clans de berbères qui s'étaient réfugiés dans les Aurès purent revenir et intégrer les Haraktas. Après avoir vaincu dans plusieurs combats sanglants les Chabba, les Haraktas se constituèrent en une sorte de république indépendante et forte redoutée de ses voisins qui leur payaient presque tous un tribut pour avoir la paix.

### Époque ottomane
Quand les Turcs se furent emparés de Constantine, ils firent des avances aux Haraktas et sollicitèrent leur alliance. La tradition à l’époque coloniale raconte que lorsque la tribu été présidée par un dénommé Chibout : « Les fils fugitifs d'un chef assassiné de la tribu des Oulad Mokran des Bibans se réfugièrent chez les Haraktas. Deux d'entre ces fugitifs, assez instruits, devinrent les percepteurs des enfants de la tribu. Chibou satisfait par les services de ses nouveaux hôtes donna sa fille en mariage à l'un d'eux, nommé Ben Mettellah; en même temps il l'associa au gouvernement de la tribu. À la mort de Chibou, son gendre le remplaça. Et après quelques années de son administration, la tribu devint l'une des plus riches de la contrée, elle pouvait sans peine mettre en ligne quinze cents cavaliers et ses pâturages s’étendaient au loin jusqu'aux montagnes des Amamra des Aurès. Les Ben Merad, cheikhs des Guerfa, ayant eu la hardiesse d'attaquer les Haraktas pour leur ravir une partie de leurs pâturages, éprouvèrent un terrible échec aux environs de Tamlouka et perdirent un grand nombre de leurs cavaliers. Les Haraktas durent aussi repousser les Nememchas qui étaient venus envahir leurs cultures aux environs de Tafrent. On se battit à l'endroit nommé Nini, les pertes furent considérables de part et d'autre, néanmoins les Haraktas restèrent maîtres du terrain. Le mérite de tous ses exploits revint au chef de la tribu dont la réputation de bravoure chevaleresque se répandit dans tout le pays. »
À cette époque les Turcs de Constantine cherchaient à étendre leur influence dans le reste de la région, le bey attira Ben Mettallah auprès de lui, le combla de cadeaux et lui remit le bernous d'investiture. Les Haraktas, apprenant l'acte de soumission de leur chef entrent en fureur et le massacrèrent. Ils lui donnèrent pour successeur un certain Ouled Amara puis un certain Ouled Siouan et continuèrent par la suite à élire leurs chefs : « Un bey de Constantine eut l'adresse d’élire son fils à la tête des Haraktas. Dès lors, les Haraktas furent soumis aux Turcs, ils devinrent une tribu makhzen comme apanage de l'un des membres de la famille du bey. »
Néanmoins, leur caractère indépendant se révéla maintes fois et les Turcs durent entreprendre contre eux de fréquentes expéditions. Quelque fauteurs de troubles affirmèrent un jour à leur caïd fils du bey, que la tribu mécontente de son autorité avait comploté sa mort. Au lieu de chercher l'exactitude de cette dénonciation, le caïd ordonna d’arrêter quelques notables désignés comme meneurs de la tribu et les fit décapiter. Aussitôt la tribu se révolta, les Haraktas repoussèrent avec succès une première colonne lancée contre eux. Mais craignant une nouvelle attaque plus sérieuse. ils transportèrent tous leurs douars chez les Nemamchas qui leur promirent une alliance.
Pour mettre fin à ces hostilités préjudiciables au pays, le bey leur proposa l'aman en envoyant son chapelet comme gage de paix, moyen en usage en ces circonstances. Les Haraktas rentrent alors dans leurs cantonnements.
Une année de paix passa et un jour où le caïd Aouassi était dans la tribu pour régler la perception de l’impôt, il se trouvait sous sa tente avec plusieurs cheikhs, quand tout d'un coup une décharge de coups de fusil atteignit le groupe en conférence, L'un des cheikhs et quatre secrétaires furent tués. Les agresseurs qui étaient composés de tous les mécontents refusant de payer leurs impôts. Le caïd l'Aouassi qui avait échappé à l'attaque rapporta ce qui s'était passé à Constantine. Une expédition avec tous les auxiliaires des tribus voisines fut menée contre eux, mais les Haraktas furent surpris dans leur cantonnement et sans combat 60 des principaux meneurs furent exécutés.
Le bey de Constantine épousa quelques années plus tard une fille des Oulad bou Diaf, famille féodale de l'Aurés. Un groupe de gens du bey escortait la fiancée se rendant à Constantine ; arrivés sur le territoire des Haraktas et des Kherarab, des cavaliers de ces tribus se portèrent à leur rencontre voulant rendre hommage à la jeune femme ainsi qu'au haut fonctionnaire qui accompagnait. Ils les escortèrent en faisant des fantasias. Au moment de se séparer, un cavalier Harakti s’écria : « Comment se fait-il que nous ayant escortés et fait honneur à une femme qui ne nous a même pas donné la satisfaction de voir sa figure ! ». Sa réflexion trouva de nombreux approbateurs qui s’approchèrent de la litière et la dévoilèrent; malgré sa résistance elle put être contemplée par tous. L'agent du bey était très contrarié par ce manque de convenance si contraire aux usages établis. Le bey infligea une amende de cent douros aux Oulad Daoud auxquels appartenait l’arrogant cavalier. Cette amende de cent douros frappée au début pour une faute commise finit par être perçue régulièrement comme une sorte d’impôt. La cinquième année, les Turcs percepteurs arrivèrent au milieu des douars avant le jour en tirant des coups de fusil pour annoncer leur présence. Le bruit de la poudre effraya tout le monde, on se crut attaqué et  on riposta à coups de fusil dans l’obscurité. Une quinzaine de Turcs furent tués et les autres s'enfuirent en croyant les Oulad Daoud en pleine révolte. Les Oulad Daoud comprirent ce qui s'était passé et sachant que le bey allait venger ses soldats, décampèrent immédiatement.
Le bey voulant en effet punir cet acte de rébellion ordonna à Ben Merad, cheikh des Guerfa, d'aller razzier les Oulad Daoud, ce qui eut lieu peu de jours après. Mais tous les Haraktas et les Kherareb s'unissant à leurs frères prirent une revanche éclatante en tombant sur Ben Merad lui-même dont ils enlevèrent la femme nommée Oum en-Noun. Le Daoudi qui s'en empara commença par la dépouiller de tous ses vêtements et après lui avoir frotté le corps avec du crottin de cheval la renvoya dans cet état à son mari. Les hostilités continuèrent néanmoins, et dans la lutte les Guerfa furent refoulés jusqu'à Anouna près de Guelma après avoir perdu beaucoup de cavaliers.
Les Haraktas en tant que tribu makhzen du Beylik de Constantine furent organisés en caïdat, ce caïdat était l'un des plus importants de la province de Constantine, tant à cause de l’étendue de son territoire, de sa population et de ses richesses agricoles, qu'à cause de la position exceptionnelle du caïdat.
Le chef des Haraktas avait pour titre « kaid el Aouassi » (nom qui voulait dire : descendant d'Aissa leur chef lorsque la tribu se forma).
À l'époque, cette seule tribu pouvait mettre sur pied 4 000 cavaliers et 1 500 fantassins et elle possédait des troupeaux immenses évalués à plus de 2 millions de tètes, elle avait 25 000 chameaux, et de 6 à 8 000 bœufs.

### Époque française

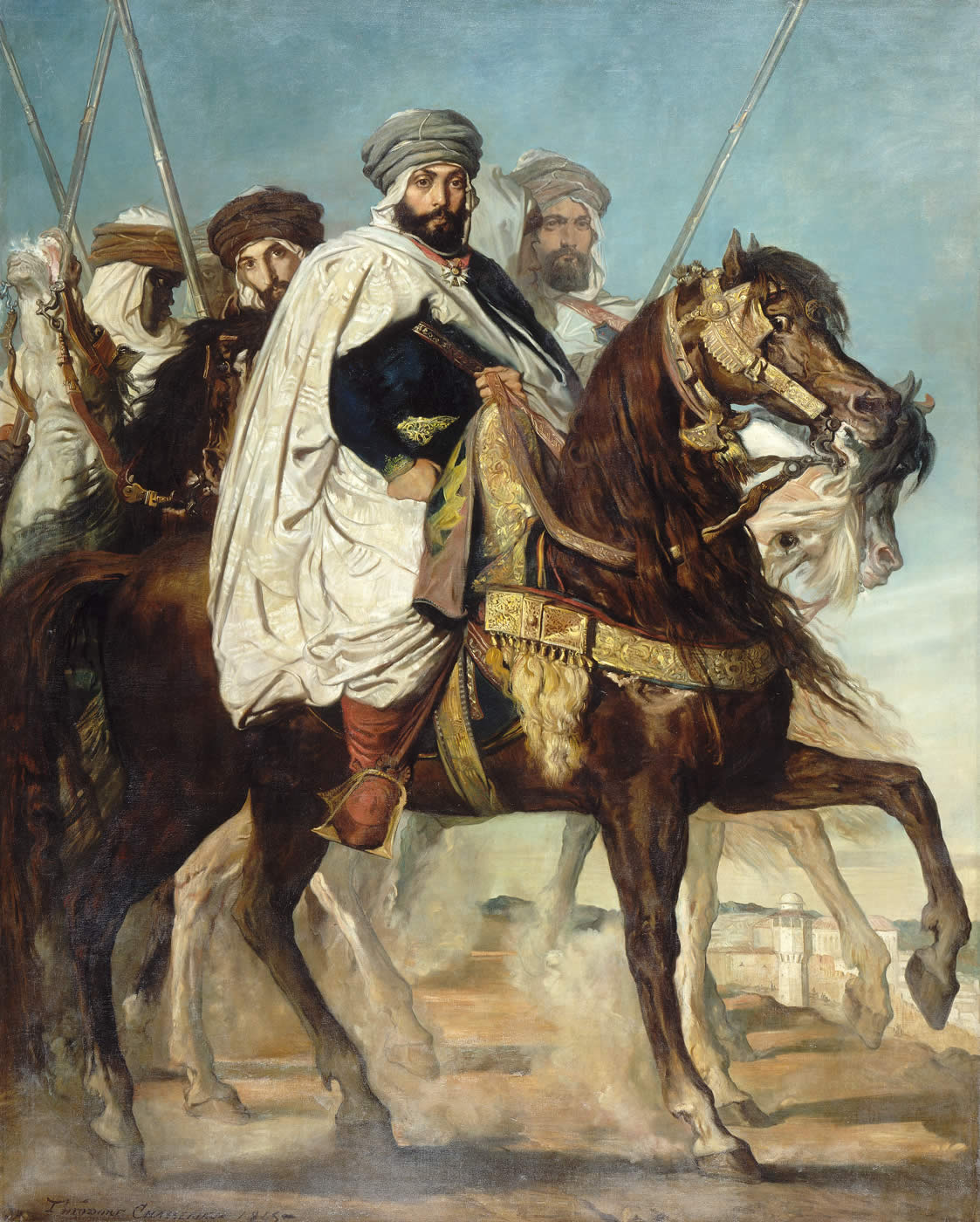
Ali Ben Hamet, Khalifa de Constantine et chef des Haraktas, Théodore Chassériau, 1845

Durant la conquête de l'Algérie par la France, une expédition contre les Haraktas fut lancée du 16 au 25 avril 1840 à laquelle participa le 26e régiment d'infanterie de ligne.
Lors de la première tentative française de siège contre Constantine, les Haraktas se firent remarquer par leur ardeur et causèrent beaucoup de mal aux Français entre Ras El Akha et Sidi Tamtam mais leur chef le Cheikh Redjem ben Ali des Oulad bou Zeid fut tué dans les combats. ( Expédition contre les harakta ) 
À la fin du XIXe siècle, lors des opérations du Sénatus Consulte, la tribu des Haracta ne comptait pas moins de 30 000 personnes, ce qui en faisait probablement la plus nombreuse de tout l’Est. Elle fut divisée en 11 douars, le territoire d’Ain Zitoun au sud-ouest étant constitué en un vaste communal, commun aux 11 douars et ouvert à leurs troupeaux respectifs. Par la suite, furent créés sur le territoire haractas une série de territoires de colonisation, dispersés (Canrobert, Ain Babouch, Jean Rigal, Ain Beida, Fkirina, Meskiana), qui prélevèrent les meilleures terres et entraînèrent des déplacements de population, mais ne désagrégèrent pas pour autant la tribu.
Le chiffre de la population indigène en 1868 du cercle en question est d’environ 30 000 âmes réparties dans les deux grandes tribus sus-citées qui se subdivisent elles-mêmes en grandes fractions de tribus.

### Époque contemporaine

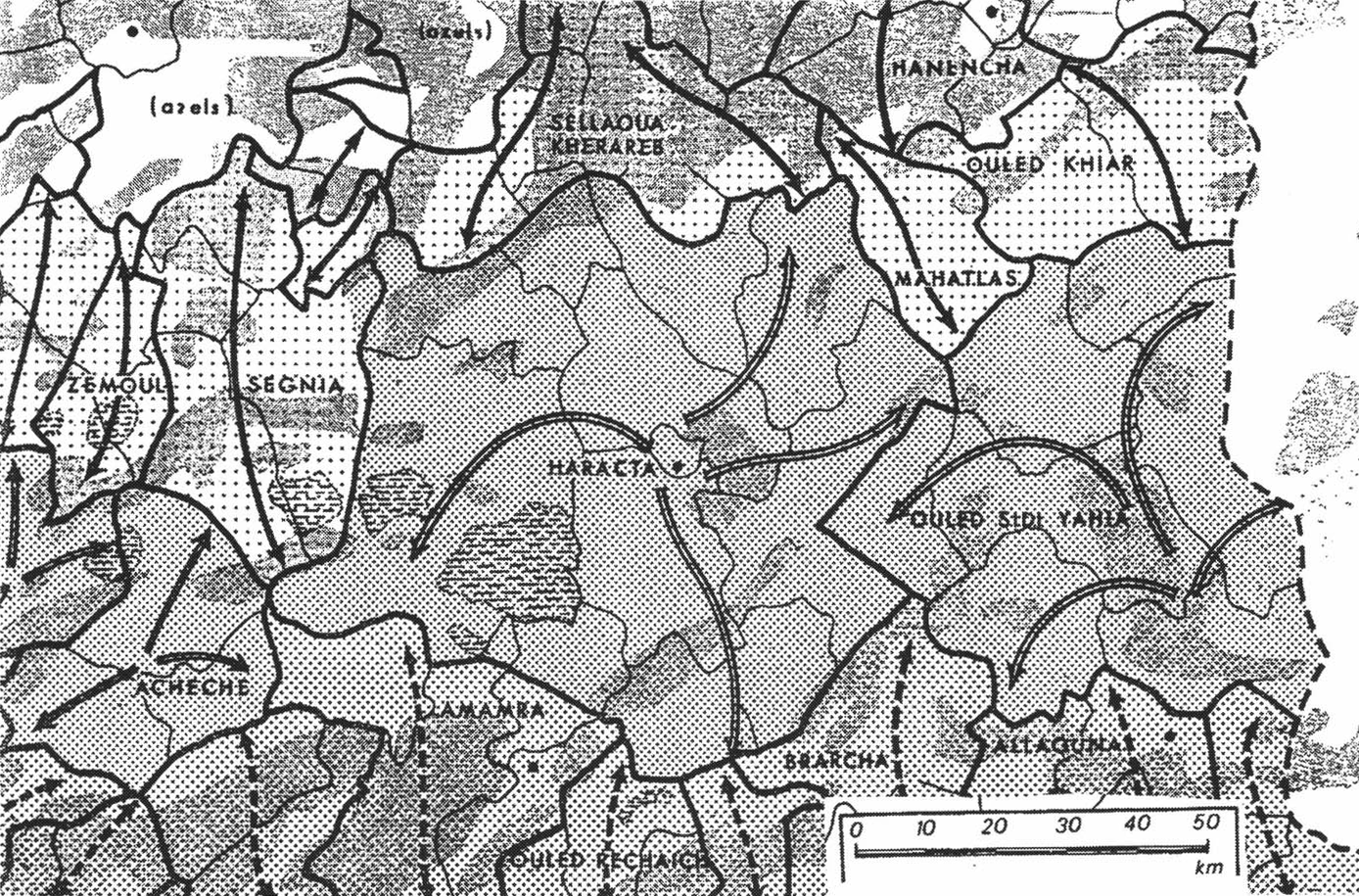
Territoire des Harakta déterminé par le Senatus-Consulte

Les Haraktas sont avant tout agriculteurs, vivant de la céréaliculture, de l’élevage ovin et du maraîchage depuis quelques décennies grâce à l’essor de la petite hydraulique. Ils gravitent autour de deux pôles urbains. D’une part, Oum el Bouaghi (ex-Canrobert), gros bourg rural promu en 1974 chef-lieu de wilaya, grâce à sa position centrale entre trois centres plus importants mais rivaux (Ain Beida, Ain Mlila, et Khenchela). En 2008, elle comptait plus de 80 000 habitants, qui étale au pied du Djebel Sidi Rheris sa zone industrielle et ses grands ensembles liés à sa fonction administrative. D’autre part, Ain Beida, avec plus de 118000 habitants, n’a que le statut de chef-lieu de daira (arrondissement), mais c’est une ville commerçante, active, gros marché. Certains Harakta beïdi ont acquis des positions importantes à Constantine et à Alger.
Le sentiment d’appartenance à la collectivité haracta demeure vif, il réapparaît chaque fois que des objets de contentieux peuvent l’opposer à ses voisins, Segnias à l’ouest, Amamra au sud. De même, lors de la création de la nouvelle wilaya d’Oum el Bouaghi en 1974, comme lors de chaque période électorale, ou lors de chaque grand match de football, les vieilles solidarités réémergent avec force.

## Artisanat

### Tapis

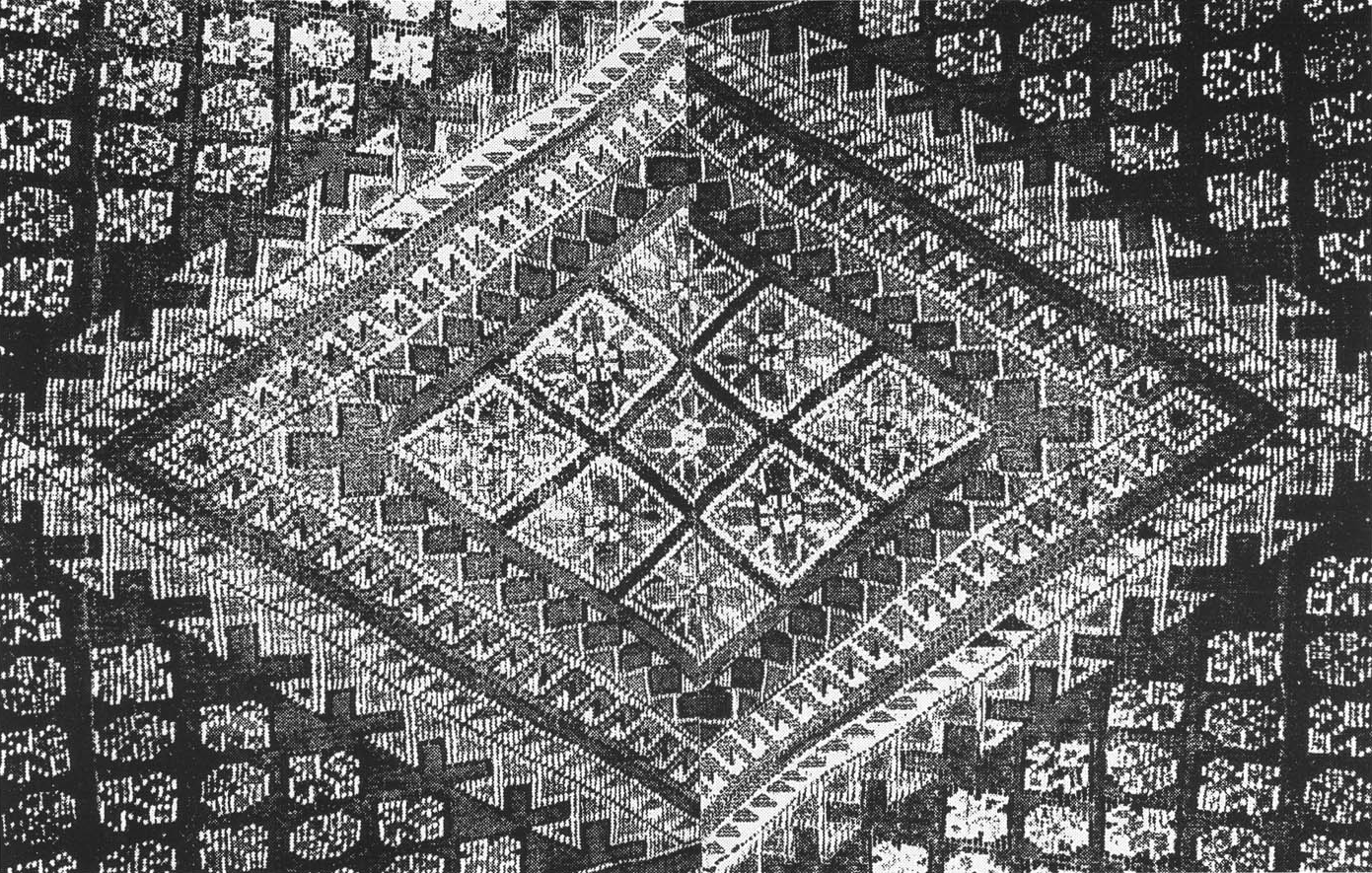
Motif central losangique  d'un tapis Haraktas
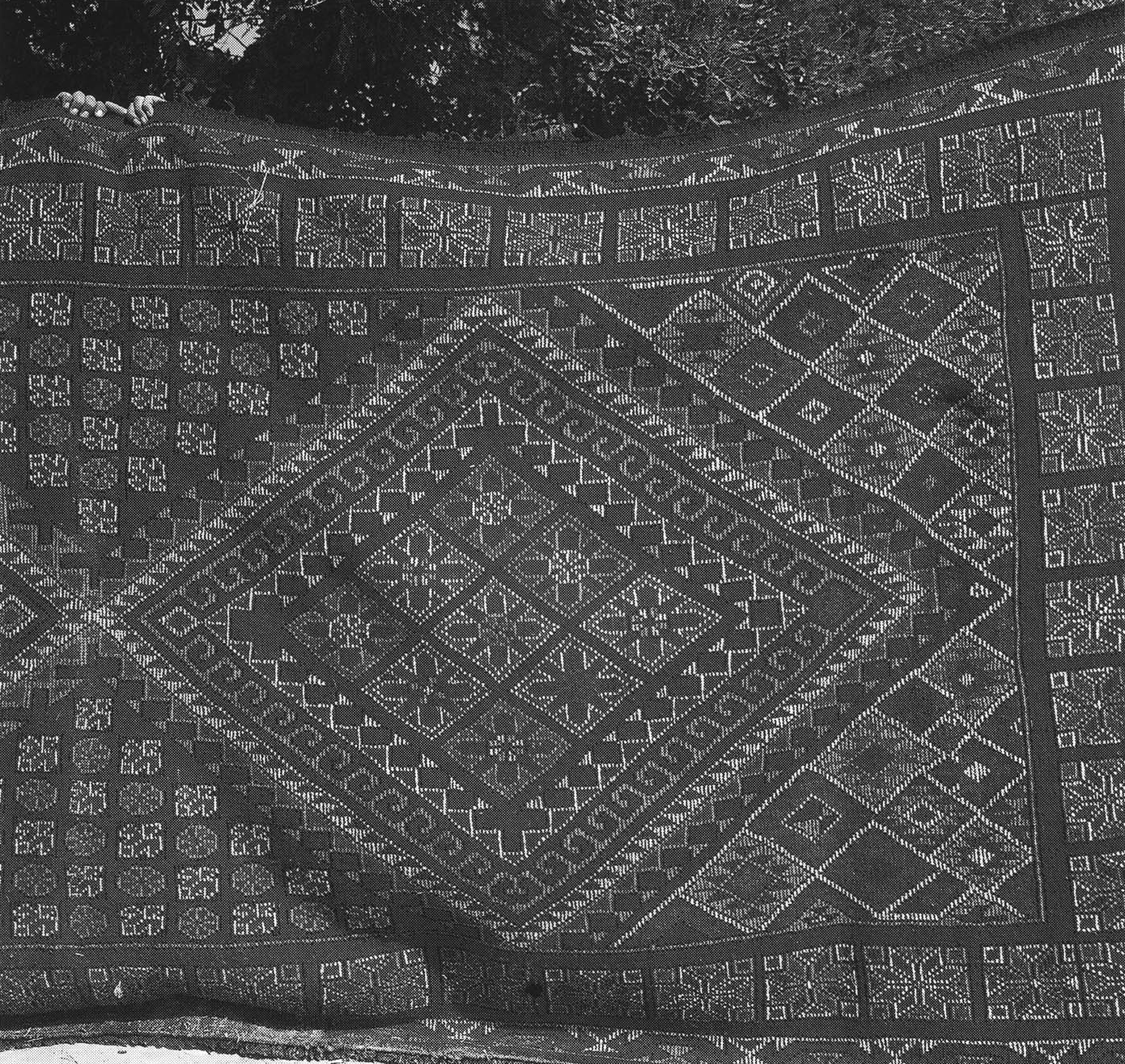
Tapis de la tribu des Haraktas

## Généalogie
La tribu des Haraktas proprement dite se divisait en quatre grandes factions (ferkah), au temps du beylik chacune de ces factions par un cheikh qui relevait directement du kaid el Aouassi, ces factions sont:
- Les Oulad Said,  
- Les Oulad Khanfer, 
- Les Oulad Amara, 
- Les Oulad Siouan.
- Les Oulad Ali Ben Yahia
De la tribu des Haraktas dependaient trente deux petites tribus, qui sont:  
1 - Sellaounah-Ouled-Amar ou Ouled Youssef  
2 -  Sellaounah-Ouled-Hamza  
3 - Sellaounah-Ouled-Aly  
4 - Sellaounah-Ouled-Tigzaouin  
5 - Ouled-Aarafah  
6 - Ouled-Harizah  
7 - Ouled-Djaaoua  
8 - Ouled-Saoud  
9 - Ouled-Amar  
10 - Ouled-Bou-Kahil  
11 - El Khebatnah  
12 - Ouled-Khiar  
13 - El Zeghdanah  
14 - Ouled-Ahmed-Ben-Said  
15 - Ouled-Ahmed-Ben-Merzouk  
16 - Ouled-Omar-Ben-Fadhel  
17 - El-Chaabah  
18 - Beni-Barbar  
19 - El-Aamamrah-Ouled-Kafel  
20 - El-Aamamrah-Ouled-Medhi  
21 - El-Aamamrah el Aarban  
22 - Ouled-Yahia ben Ydir  
23 - Ouled-Yahia ben Aissa  
24 - El Aarban  
Les Ouled-Aly ben-Yahia, qui comprennent :  
25 - El Chebabthah  
26 - El-Chenanfah  
27 - Ouled-Barouch  
28 - Ouled-Otman  
29 - El Beradjah  
30 - El Ferachah  
31 - Zenaga  
32 - Ouled-Aissa Ben Ydir  